# Alexandr Yevtushenko
Alexandr Yevtushenko (en ruso: Александр Евтушенко; Maikop, 30 de junio de 1993) es un deportista ruso que compite en ciclismo en las modalidades de pista, especialista en las pruebas de persecución, y ruta.
Ganó una medalla de bronce en el Campeonato Mundial de Ciclismo en Pista de 2018 y tres medallas en el Campeonato Europeo de Ciclismo en Pista entre los años 2014 y 2020.

## Medallero internacional
| Campeonato Mundial | Campeonato Mundial        | Campeonato Mundial | Campeonato Mundial      |
| Año                | Lugar                     | Medalla            | Competición             |
| ------------------ | ------------------------- | ------------------ | ----------------------- |
| 2018               | Apeldoorn ( Países Bajos) | Medalla de bronce  | Persecución individual  |
| Campeonato Europeo |                           |                    |                         |
| Año                | Lugar                     | Medalla            | Competición             |
| 2014               | Baie-Mahault ( Francia)   | Medalla de plata   | Persecución individual  |
| 2017               | Berlín ( Alemania)        | Medalla de bronce  | Persecución por equipos |
| 2020               | Plovdiv ( Bulgaria)       | Medalla de oro     | Persecución por equipos |

## Palmarés
2014
- 1 etapa del Gran Premio de Sochi

2017
- 1 etapa de la Vuelta a Castilla y León
- 1 etapa del Gran Premio Internacional de Fronteras y la Sierra de la Estrella

2018
- Giro del Medio Brenta

2021
- 1 etapa de los Cinco Anillos de Moscú

2022
- Campeonato de Rusia Contrarreloj
- 1 etapa de los Cinco Anillos de Moscú